# Die Eiche – Mein Zuhause
Die Eiche – Mein Zuhause (Originaltitel: Le Chêne, engl. Heart of Oak) ist ein französischer Naturdokumentarfilm von Laurent Charbonnier und Michel Seydoux. Er handelt von einer Eiche und den Tieren, die in ihr und ihrer Umgebung leben.

## Handlung
Der Dokumentarfilm spielt an einer circa 210 Jahre alten und 17 Meter hohen Stieleiche, die im Wald von Sologne steht. Er begleitet den Baum und seine tierischen Bewohner während eines Kalenderjahres. An der Eiche leben Eichelhäher, Eichhörnchen, Eichelbohrer oder Kastanienbohrer, Waldmaus, Äskulapnatter, Buntspecht, Kleiber, Rotkehlchen, Kohlmeise und Blaumeise; in der Umgebung leben Wildschwein, Nutria, Reh, Hirsch, Dachs, Fuchs, Wasserfrosch, Schleiereule und Habicht. Die Ereignisse werden nicht kommentiert, sondern zum Teil mit Musik unterlegt.

## Entstehungsgeschichte
Die Dreharbeiten dauerten eineinhalb Jahre. Die Crew verbrachte rund 100 Tage in der Nähe des Baumes. Eine Verfolgungsjagd von Eichelhähern durch einen Habicht, die im Film 1 Minute und 20 Sekunden ausmacht, war das Ergebnis von 15 Tagen Arbeit.

## Veröffentlichung
Die Premiere fand am 13. Februar 2022 auf den 72. Internationalen Filmfestspielen in Berlin statt, wo er in der Sektion Berlinale Special lief. Kinostart in Frankreich war der 23. Februar 2022 und in Deutschland der 9. März 2023.